# 大橋敏宏
大橋 敏宏（おおはし としひろ）は日本の男子陸上競技選手。専門は短距離走。
磐田第一高等学校（現在の磐田南高等学校）在学中の1948年、第1回全国高等学校陸上競技大会に出場、100m走・200m走で優勝。高校卒業後、慶應義塾大学に進学。
慶應義塾大学在学中、日本学生陸上競技対校選手権大会100m走で3連覇（1950年 - 1952年）。1951年にはニューデリーで開催されたアジア競技大会に出場しており、100mでインドのレヴィ・ピントに次ぐ2位になっている。400mリレーでは田島政次、細田富男、生駒一太とともに優勝している。
1951年の日本陸上競技選手権大会では100mで優勝。翌1952年の日本陸上競技選手権大会の100m走では、ジャマイカのH・マッケンレー（同年に開催されたヘルシンキオリンピックの100m走銀メダリスト）に次ぐ2位（10秒9）となった。